# La Ligne droite
La Ligne droite è un film del 2011 diretto da Régis Wargnier.